# Andreas Skov Olsen
Andreas Skov Olsen (* 29. Dezember 1999 in Hillerød) ist ein dänischer Fußballspieler. Er steht beim VfL Wolfsburg unter Vertrag und ist dänischer Nationalspieler.

## Karriere

### Verein
Andreas Skov Olsen begann mit dem Fußballspielen in Alsønderup und wechselte später in die Akademie des FC Nordsjælland. Am 23. Juli 2017 gab er im Alter von 17 Jahren beim 3:2-Sieg gegen Brøndby IF sein Profidebüt in der Superliga und erhielt am 22. Oktober 2017 einen Profivertrag, der bis Sommer 2020 lief. In seinem ersten Profijahr kam Skov Olsen nicht oft zum Einsatz. Mit seinem Verein qualifizierte er sich für die Meisterrunde und wurde dort Dritter. In der nächsten Saison gelang Andreas Skov Olsen schließlich sein Durchbruch, als er sich in der Stammelf einen Platz als rechter Außenstürmer erkämpfen konnte. Mit 19 Toren trug er zur Qualifikation des FCN für die Meisterrunde bei, dort wurde der Verein aber Tabellenletzter und verpasste somit die Qualifikation für die europäischen Wettbewerbe.
Im Juli 2019 wechselte Skov Olsen vorzeitig aus seinem laufenden Vertrag in Nordsjælland heraus und wechselte nach Italien zum FC Bologna. Der Däne kam in seinem ersten Jahr in Bologna – wenn gleich durch eine Oberschenkelverletzung ausgebremst – regelmäßig zum Einsatz, hatte aber nur selten in der Anfangself gestanden. Dabei schoss Andreas Skov Olsen ein einziges Tor. In seiner zweiten Saison beim FC Bologna kam er an den ersten drei Spieltagen zum Einsatz, fiel aber dann bis zum Ende des Jahres 2020 aufgrund einer Lendenwirbelverletzung aus. Auch hier konnte sich Skov Olsen nicht in die Stammelf spielen, wenn gleich er regelmäßig spielte. Er blieb noch ein halbes Jahr im Verein, ehe er dann seine Zelte in Bolgna abbrach.
Ende Januar 2022 wechselte Andreas Skov Olsen zum belgischen Erstdivisionär FC Brügge, wo er einen Vertrag bis Sommer 2026 unterschrieb. Angekommen in Belgien, setzte er sich alsbald durch und wurde hierbei als rechter Mittelfeldspieler eingesetzt. Mit fünf Toren in der regulären Saison sowie einem Treffer in den Meisterschafts-Play-offs trug Skov Olsen zum Gewinn der belgischen Meisterschaft bei. In der darauffolgenden Saison wurde er durch Verletzungen ausgebremst und hatte daher lediglich 23 Punktspiele bestreiten können, dabei aber häufiger in der Startelf. Belgischer Meister wurde der FC Brügge in dieser Saison nicht, stattdessen ging dieser Titel an Royal Antwerpen. Andreas Skov Olsen blieb Stammspieler und trug mit 14 Toren in der regulären Saison sowie in den Meisterschafts-Play-offs zur Meisterschaft bei. Er kam dabei wieder als rechter Außenstürmer zum Einsatz, in den Meisterschafts-Play-offs wurde er zwischenzeitlich durch eine Hüftverletzung zurückgeworfen.
Im Januar 2025 zog es ihn in die deutsche Bundesliga zum VfL Wolfsburg. In der Autostadt unterschrieb Skov Olsen einen Vertrag bis 2029 und erhielt die Rückennummer 7.

### Nationalmannschaft
Andreas Skov Olsen absolvierte eine Partie für die dänische U18-Nationalmannschaft sowie zehn für die dänische U19-Nationalmannschaft. Am 10. Juni 2017 lief er beim 2:0-Sieg im Freundschaftsspiel in Helsingborg gegen Schweden erstmals für die dänische U21-Nationalmannschaft auf. Im Oktober 2020 debütierte er für die A-Nationalauswahl. Zur Fußball-Europameisterschaft 2021 wurde er in den dänischen Kader berufen und war zweitjüngster Spieler im Kader. Bei der EURO hatte er nur zwei Kurzeinsätze bei den Niederlagen in den ersten beidem Gruppenspielen gegen Finnland und Belgien. Durch einen 4:1-Sieg gegen Russland konnten sich die Dänen noch als Gruppenzweite für die K.-o.-Runde qualifizieren, in der sie erst in der Verlängerung des Halbfinales gegen England ausschieden.
Auch bei der Weltmeisterschaft 2022 in Katar gehörte er zum dänischen Kader und wurde dort im ersten und letzten Gruppenspiel eingesetzt, nach dem die Dänen ausschieden. In der Qualifikation für die EM 2024 wurde er in vier der zehn Spiele eingesetzt. Die Dänen qualifizierten sich als Gruppensieger für die Endrunde, für die er wieder nominiert wurde.

## Erfolge
- Belgischer Meister: 2021/22, 2023/24 (FC Brügge)
- Gewinner belgischer Supercup: 2022 (FC Brügge)